# Рябиновка (Боровичский район)
Рябиновка — деревня в Боровичском муниципальном районе Новгородской области, входит в Кончанско-Суворовское сельское поселение.

## История
В 1964 г. Указом Президиума ВС РСФСР деревня Бобыниха переименована в Рябиновку.
До 12 апреля 2010 года Рябиновка входила в ныне упразднённое Удинское сельское поселение.

## Население
| 2010 |
| ---- |
| 4    |